# Чемпионат СССР по водному поло 1972
XXXII чемпионат СССР по водному поло (XXVIII чемпионат для клубных команд) проходил с 30 марта по 31 октября 1972 года. Победителем турнира стала команда МГУ.

## Общая информация
В чемпионате участвовали 10 команд первой группы класса «А», турнир проходил в два круга в шести городах. Матчи первого круга состоялись весной, а второго круга — в октябре, спустя месяц после завершения Олимпийских игр в Мюнхене.
В составе сборной СССР, впервые в своей истории выигравшей золотые медали олимпийского турнира, большинство игроков представляли ЦВСК ВМФ: Анатолий Акимов, Вадим Гуляев, Александр Долгушин, Владимир Жмудский, Леонид Осипов и Александр Шидловский. Команда МГУ делегировала в олимпийскую сборную Александра Древаля, Александра Кабанова и вернувшегося перед этим сезоном из московского «Динамо» Николая Мельникова. Олимпийскими чемпионами также стали Алексей Баркалов из киевского «Динамо» и Вячеслав Собченко из «Торпедо».
Пьедестал чемпионата СССР пятый год подряд заняли три столичные команды — МГУ, ЦВСК ВМФ и «Динамо», но чемпионами впервые стали ватерполисты Московского университета. Подопечные Михаила Рыжака выдали беспроигрышную серию из 17 матчей, особенно мощно выступив во втором круге, и 30 октября после поражения ЦВСК ВМФ от столичного «Динамо» стали недосягаемы для моряков, которыми в этом сезоне впервые руководил Владимир Семёнов — второй тренер сборной СССР на Олимпийских играх в Мюнхене, помощник Анатолия Блюменталя. В составе ЦВСК ВМФ в 1972 году дебютировал Владимир Акимов, и, таким образом, в матчах чемпионата страны за одну команду выступали все трое братьев из знаменитой ватерпольной семьи Акимовых. Бронзовые медали чемпионата выиграло московское «Динамо».
Не попавшие в призёры команды расположились плотной группой: разрыв между четвёртым и десятым местом составил всего 4 очка. В последний игровой день алма-атинскому «Динамо» удалось обыграть чемпионов, волгоградский «Спартак» нанёс поражение ЦВСК ВМФ, а «Торпедо» уступило «Балтике» и было вынуждено покинуть дивизион сильнейших, где в следующем сезоне его заменил победитель второй группы — львовское «Динамо».

## Турнирная таблица
|                          | 1        | 2       | 3       | 4       | 5       | 6       | 7        | 8       | 9       | 10      | И  | В  | Н | П  | М     | О  |
| ------------------------ | -------- | ------- | ------- | ------- | ------- | ------- | -------- | ------- | ------- | ------- | -- | -- | - | -- | ----- | -- |
| 1. МГУ (Москва)          |          | 4:4 6:4 | 6:5 7:3 | 5:4     | 6:5 7:4 | 5:5 6:1 | 11:5 4:2 | 5:2 2:1 | 6:5 1:2 | 5:4 4:1 | 18 | 15 | 2 | 1  | 95:61 | 32 |
| 2. ЦВСК ВМФ (Москва)     | 4:4 4:6  |         | 6:5 3:4 | 4:3 3:2 | 5:3 4:2 | 5:3 5:4 | 9:5 3:4  | 7:5 3:4 | 6:4 4:3 | 7:4 3:3 | 18 | 12 | 2 | 4  | 85:68 | 26 |
| 3. «Динамо» (Москва)     | 5:6 3:7  | 5:6 4:3 |         | 6:5 5:4 | 2:2     | 5:7 5:4 | 2:2 5:5  | 5:4 5:2 | 5:1 4:3 | 7:4 3:3 | 18 | 9  | 5 | 4  | 78:70 | 23 |
| 4. «Динамо» (Тбилиси)    | 4:5      | 3:4 2:3 | 5:6 4:5 |         | 4:3 5:5 | 4:3 5:5 | 5:4 3:3  | 9:8 6:6 | 6:5 5:5 | 6:7 3:3 | 18 | 5  | 6 | 7  | 83:85 | 16 |
| 5. ККФ (Баку)            | 5:6 4:7  | 3:5 2:4 | 2:2     | 3:4 5:5 |         | 5:2 4:3 | 6:6 3:6  | 4:5 4:3 | 7:4 2:2 | 3:3 5:5 | 18 | 4  | 7 | 7  | 69:74 | 15 |
| 6. «Динамо» (Киев)       | 5:5 1:6  | 3:5 4:5 | 7:5 4:5 | 3:4 5:5 | 2:5 3:4 |         | 5:4 2:2  | 5:4 8:5 | 6:5 3:4 | 5:4 2:3 | 18 | 6  | 3 | 9  | 73:80 | 15 |
| 7. «Балтика» (Ленинград) | 5:11 2:4 | 5:9 4:3 | 2:2 5:5 | 4:5 3:3 | 6:6 6:3 | 4:5 2:2 |          | 3:3 4:6 | 5:4 2:3 | 3:3 3:2 | 18 | 4  | 7 | 7  | 68:79 | 15 |
| 8. «Спартак» (Волгоград) | 2:5 1:2  | 5:7 4:3 | 4:5 2:5 | 8:9 6:6 | 5:4 3:4 | 4:5 5:8 | 3:3 6:4  |         | 3:2 2:2 | 4:1 3:4 | 18 | 5  | 3 | 10 | 70:79 | 13 |
| 9. «Динамо» (Алма-Ата)   | 5:6 2:1  | 4:6 3:4 | 1:5 3:4 | 5:6 5:5 | 4:7 2:2 | 5:6 4:3 | 4:5 3:2  | 2:3 2:2 |         | 4:3 3:1 | 18 | 5  | 3 | 10 | 61:71 | 13 |
| 10. «Торпедо» (Москва)   | 4:5 1:4  | 4:7 3:3 | 4:7 3:3 | 7:6 3:3 | 3:3 5:5 | 4:5 3:2 | 3:3 2:3  | 1:4 4:3 | 3:4 1:3 |         | 18 | 3  | 6 | 9  | 58:73 | 12 |

## Матчи
Тбилиси, бассейн республиканского спорткомитета

30 марта
- «Балтика» — «Динамо» А-А — 5:4
- ЦВСК ВМФ — «Динамо» Тб — 4:3

31 марта
- ЦВСК ВМФ — «Динамо» А-А — 6:4
- «Динамо» Тб — «Динамо» К — 4:3

1 апреля
- «Динамо» К — «Динамо» А-А — 6:5
- ЦВСК ВМФ — «Балтика» — 9:5

2 апреля
- «Динамо» К — «Балтика» — 5:4
- «Динамо» Тб — «Динамо» А-А — 6:5

3 апреля
- «Динамо» Тб — «Балтика» — 5:4
- ЦВСК ВМФ — «Динамо» К — 5:3

Волгоград, бассейн «Спартак»

30 марта
- «Динамо» М — «Торпедо» — 7:4
- МГУ — ККФ — 6:5

31 марта
- «Торпедо» — ККФ — 3:3
- «Динамо» М — «Спартак» — 5:4

2 апреля
- МГУ — «Спартак» — 5:2
- ККФ — «Динамо» М — 2:2

3 апреля
- МГУ — «Торпедо» — 5:4
- «Спартак» — ККФ — 5:4

4 апреля
- МГУ — «Динамо» М — 6:5
- «Спартак» — «Торпедо» — 4:1

Киев, бассейн «Динамо»

18 апреля
- «Динамо» М — «Динамо» Тб — 6:5
- ККФ — «Динамо» А-А — 7:4
- МГУ — «Балтика» — 11:5
- ЦВСК ВМФ — «Торпедо» — 7:4
- «Динамо» К — «Спартак» — 5:4

19 апреля
- «Балтика» — ККФ — 6:6
- «Динамо» Тб — «Спартак» — 9:8
- «Динамо» М — «Динамо» А-А — 5:1
- МГУ — ЦВСК ВМФ — 4:4
- «Динамо» К — «Торпедо» — 5:4

20 апреля
- «Торпедо» — «Динамо» Тб — 7:6
- «Спартак» — «Динамо» А-А — 3:2
- «Динамо» М — «Балтика» — 2:2
- ЦВСК ВМФ — ККФ — 5:3
- «Динамо» К — МГУ — 5:5

21 апреля
- ЦВСК ВМФ — «Спартак» — 7:5
- МГУ — «Динамо» А-А — 6:5
- «Динамо» К — «Динамо» М — 7:5
- «Динамо» Тб — ККФ — 4:3
- «Торпедо» — «Балтика» — 3:3

22 апреля
- «Динамо» А-А — «Торпедо» — 4:3
- «Спартак» — «Балтика» — 3:3
- МГУ — «Динамо» Тб — 5:4
- ККФ — «Динамо» К — 5:2
- ЦВСК ВМФ — «Динамо» М — 6:5

Алма-Ата, бассейн Центрального стадиона

2 октября
- «Динамо» Тб — «Балтика» — 3:3
- ЦВСК ВМФ — «Динамо» К — 5:4

3 октября
- ЦВСК ВМФ — «Динамо» Тб — 3:2
- «Динамо» А-А — «Балтика» — 3:2

4 октября
- «Динамо» Тб — «Динамо» К — 5:5
- ЦВСК ВМФ — «Динамо» А-А — 4:3

5 октября
- «Балтика» — ЦВСК ВМФ — 4:3
- «Динамо» А-А — «Динамо» К — 4:3

6 октября
- «Динамо» К — «Балтика» — 2:2
- «Динамо» А-А — «Динамо» Тб — 5:5

Баку, бассейн СКА

3 октября
- «Торпедо» — «Динамо» М — 3:3
- МГУ — ККФ — 7:4

4 октября
- МГУ — «Динамо» М — 7:3
- «Торпедо» — «Спартак» — 4:3

5 октября
- МГУ — «Спартак» — 2:1
- «Динамо» М — ККФ — 2:2

6 октября
- «Динамо» М — «Спартак» — 5:2
- «Торпедо» — ККФ — 5:5

7 октября
- ККФ — «Спартак» — 4:3

Москва, бассейн ЦСКА

22 октября
- МГУ — «Торпедо» — 4:1

26 октября
- «Динамо» К — «Спартак» — 8:5
- ККФ — «Динамо» А-А — 2:2
- «Динамо» М — «Динамо» Тб — 5:4
- МГУ — «Балтика» — 4:2
- ЦВСК ВМФ — «Торпедо» — 3:3

27 октября
- «Балтика» — ККФ — 6:3
- «Спартак» — «Динамо» Тб — 6:6
- «Торпедо» — «Динамо» К — 3:2
- МГУ — ЦВСК ВМФ — 6:4
- «Динамо» М — «Динамо» А-А — 4:3

28 октября
- МГУ — «Динамо» К — 6:1
- «Торпедо» — «Динамо» Тб — 3:3
- «Спартак» — «Динамо» А-А — 2:2
- «Динамо» М — «Балтика» — 5:5
- ЦВСК ВМФ — ККФ — 4:2

30 октября
- «Динамо» А-А — «Торпедо» — 3:1
- «Спартак» — «Балтика» — 6:4
- «Динамо» М — ЦВСК ВМФ — 4:3
- ККФ — «Динамо» К — 4:3
- МГУ — «Динамо» Тб — 5:4

31 октября
- «Спартак» — ЦВСК ВМФ — 4:3
- «Динамо» Тб — ККФ — 5:5
- «Динамо» А-А — МГУ — 2:1
- «Динамо» М — «Динамо» К — 5:4
- «Балтика» — «Торпедо» — 3:2

## Призёры
МГУ: Александр Древаль, Александр Кабанов, Владимир Ковель, Николай Мельников, Юрий Митянин, Нугзар Мшвениерадзе, Борис Попов, Валерий Пушкарёв, Виталий Романчук, Михаил Шувалов. Тренер — Михаил Рыжак.
 ЦВСК ВМФ: Анатолий Акимов, Виктор Акимов, Владимир Акимов, Вадим Гуляев, Александр Долгушин, Сергей Елисеев, Владимир (Вадим) Жмудский, Леонид Осипов, Александр Шидловский, Анатолий Шуберт. Тренер — Владимир Семёнов.
 «Динамо» (Москва): Олег Бовин, Юрий Григоровский, Александр Григорьев, Анатолий Карташов, В. Козлов, Н. Комов, Александр Родионов, В. Сергеев, А. Фролов, Гиви Чикваная, Сергей Шевернёв. Тренер — Николай Малин.